# Tiajinski
Tiajinski (en russe : Тяжинсуий) est une commune urbaine de l'oblast de Kemerovo, en Russie, et le centre administratif du raïon de Tiajinski. Sa population s'élevait à 9 658 habitants en 2021. 

## Géographie

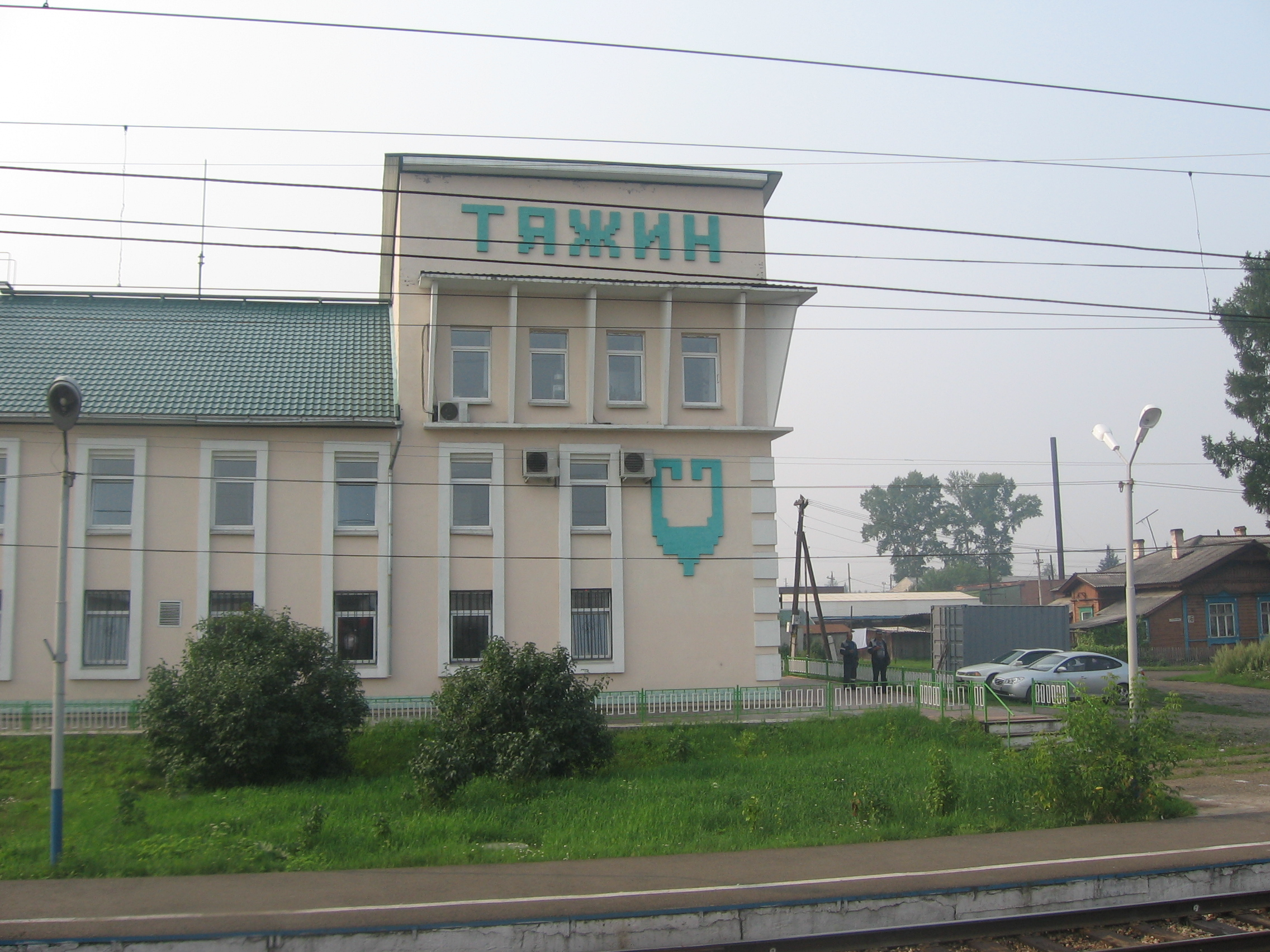
Gare de Tiajine.

Tiajinski se trouve dans le sud de la Sibérie, à 175 km au nord-est de Kemerovo. Elle possède une gare (du nom de Tiajine) sur la ligne de chemin de fer du Transsibérien, à 3 773 km de Moscou.

## Histoire
Le nom de la commune prend son origine de la rivière Tiajine, affluent droit de la Kiia qui appartient au bassin de l'Ob. Un village se forma en 1894 autour de la gare ferroviaire sur la ligne Novossibirsk – Atchinsk. Il comptait 1 200 habitants en 1897, la plupart ouvriers du chemin de fer en construction. Le village de Tiajine accéda au statut de commune urbaine en 1958 sous le nom cette fois-ci de Tiajinski.

## Population
Recensements (*) ou estimations de la population
| 1897* | 1911  | 1959* | 1970* | 1979*  |
| ----- | ----- | ----- | ----- | ------ |
| 1 200 | 1 659 | 7 768 | 9 102 | 10 327 |

| 1989*  | 2002*  | 2010*  | 2012   | 2013   |
| ------ | ------ | ------ | ------ | ------ |
| 12 405 | 14 065 | 11 120 | 10 968 | 10 795 |

| 2016   | 2019  | 2021  | - | - |
| ------ | ----- | ----- | - | - |
| 10 313 | 9 812 | 9 658 | - | - |

## Économie
La commune abrite une usine de produits laitiers, des scieries et une brasserie industrielle.

## Culture
- Musée de Tiajinski

## Religion
Tiajinski a la particularité de posséder en plus d'une paroisse orthodoxe, une paroisse catholique (dédiée au Sacré-Cœur).